# Jazz 'N Pulz
Jazz 'N Pulz is een Nederlands platenlabel, waarop jazz uitkomt. Het wordt gedistribueerd door Challenge Records, dat is gevestigd in Amersfoort.
Op het label zijn cd's uitgekomen van onder meer Piet Noordijk, Fay Claassen, Ted Rosenthal, Tineke Postma, Ivan Paduart, Francien van Tuinen en Brussels Jazz Orchestra.